# Русский листок (московская газета, 1875—1876)
«Русский листок» — газета издававшаяся в Российской империи с 1875 по март 1876 год на русском языке.
Редакция газеты «Русский листок» располагалась в городе Москве, там же печатался и тираж «Русского листка».

## История
Начав хлопоты по изданию своей газеты ещё в 1874 году, отставной надворный советник Александр Фёдорович Фёдоров получил необходимое разрешение Главного управления по делам печати в январе 1875 года. Но после первого же выпуска газеты 23 марта 1875 года издание было приостановлено, и Московский цензурный комитет попросил Главное управление по делам печати возбудить судебное преследование против Фёдорова за то, что в первом номере, помимо ответственного редактора, поименован редактором В. Д. Коносевич, который в этой должности не был утверждён. Из-за неприятностей с цензурой Фёдоров решил передать право на издание Соколовой, которая 9 августа 1875 года получила свидетельство о разрешении издавать в Москве «Русский листок».
Первый номер периодического издания вышел в свет 16 ноября 1875 года. С этого момента, газета «Русский листок» стала выходить четыре раза в неделю. Соколова] была  издательницей, а Фёдоров — редактором.
В конце 1876 года «Русский листок» перешёл к А. А. Александровскому, который стал издавать её пять раз в неделю, но уже под новым названием — «Русская газета»; выходила она до 1881 года.

## Интересные факты
Ранее в 1862—1863 гг. в столице Российской империи городе Санкт-Петербурге уже выходила одноимённая газета, а начиная с 1890 года в городе Москве снова стал выходить «Русский листок», однако эти печатные издания, кроме названия, языка и страны издания, ничего больше не связывает.